# 達勒姆帕克鎮區 (堪薩斯州馬里昂縣)
達勒姆帕克鎮區（英語：Durham Park Township）為美國堪薩斯州馬里昂縣轄下的鎮區。2010年美国人口普查中此鎮區人口有244人。

## 地理
達勒姆帕克鎮區涵蓋總面積為92.9平方（35.86平方英里），其中陸地面積為91.8平方（35.44平方英里），水域面積為1.1平方（0.42平方英里）或1.17%。海拔高度1,388（4,554英尺）。

## 人口統計
根據2010年美國人口普查，達勒姆帕克鎮區人口有244人，其中男性有131人，女性有113人，人口密度為每平方公里2.63人，住房計123戶。鎮區內的白人有239人，非裔美國人有0人，美洲原住民有0人，亞裔美國人有0人，太平洋島裔美國人有0人，其他種族有1人，混血種族則有4人。此外鎮區內有5人為西班牙裔或拉丁裔美國人。此鎮區之年齡中位數為41.7歲，而男性年齡中位數為40.8歲，女性年齡中位數為43.5歲。

## 交通

### 主要公路
- 15號堪薩斯州州道